# Bonelliidae
Famille
Les Bonelliidae sont une famille de vers marins échiuriens.

## Liste des genres
Selon World Register of Marine Species (25 avril 2014) :

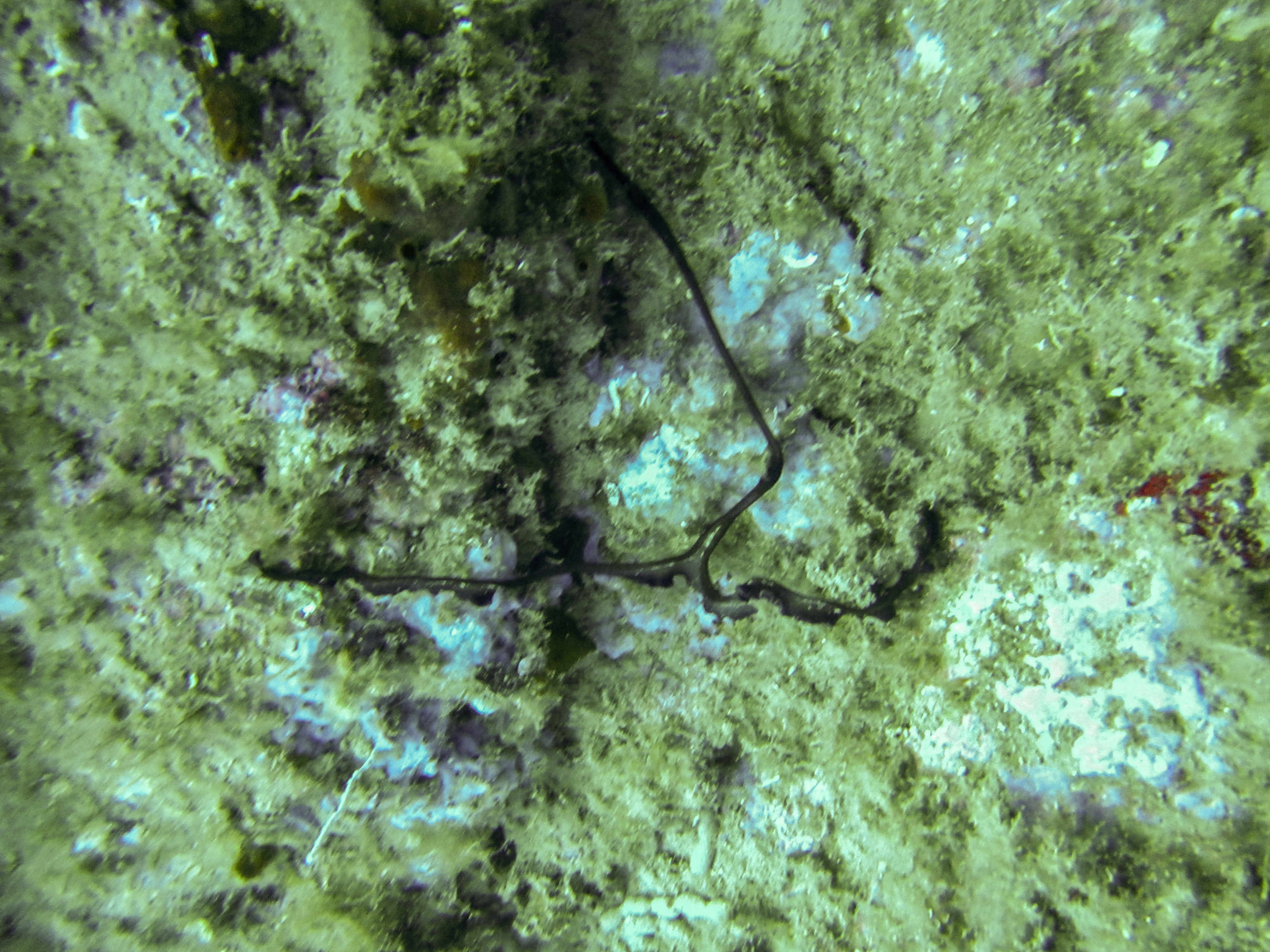
La trompe caractéristique d'une bonellie (Bonellia viridis).

- genre Acanthobonellia Fisher, 1948
- genre Acanthohamingia Ikeda, 1910
- genre Achaetobonellia Fisher, 1953
- genre Alomasoma Zenkevitch, 1958
- genre Amalosoma Fisher, 1948
- genre Archibonellia Fisher, 1919
- genre Austrobonellia
- genre Bengalus
- genre Binophorus Salvini-Plaven, 1972
- genre Biporus
- genre Bonellia Rolando, 1821
- genre Bonelliopsis Fisher, 1946
- genre Bruunellia Zenkevitch, 1966
- genre Charcotus Datta-Gupta, 1981
- genre Choanostomellia Zenkevitch, 1964
- genre Dattaguptus
- genre Eubonellia Fisher, 1946
- genre Hamingia Danielssen & Koren, 1880
- genre Ikedella Monro, 1927
- genre Jakobia Zenkevitch, 1958
- genre Kurchatovus Datta-Gupta, 1977
- genre Maxmuelleria Bock, 1942
- genre Metabonellia Stephen & Edmonds, 1972
- genre Nellobia Fisher, 1946
- genre Prometor Fisher, 1948
- genre Protobonellia Ikeda, 1908
- genre Pseudobonellia Johnston & Tiegs, 1919
- genre Pseudoikedella Murina, 1978
- genre Sluiterina Monro, 1927
- genre Torbenwolffia Zenkevitch, 1966
- genre Vitjazema Zenkevitch, 1958
- genre Zenkevitchiola Murina, 1978